# 트러스티
트러스티는 대한민국의 음악 그룹이다. 2020년 디지털 싱글 앨범 [사소한 것들까지 (Tell Me More)]로 데뷔했다.

## 음반
- 사소한 것들까지 (Tell Me More) (2020)